# Alka Saraogi
Alka Saraogi, née le 17 novembre 1960 à Calcutta, Inde, est une écrivaine indienne. Romancière et autrice de nouvelles en hindi, elle reçoit le prix de l'Académie Sahitya en 2001 pour son roman Kali-katha.

## Biographie
Née en 1960, d’origine marwari, elle étudie à l’université de Calcutta, où elle obtient un doctorat pour sa thèse sur la poésie de Raghuvir Sahay (en), un poète hindi contemporain.
Après son mariage et la naissance de deux enfants, Alka Saraogi commence à écrire des nouvelles dans les années 1990 puis publie en 1998 son premier roman, Kalikatha : Via Bypass, « une fresque familiale féroce et drôle qui est aussi toute l'histoire de l'Inde contemporaine ». Il reçoit le prix Sahitya Akademi pour la littérature hindi,  en 2001. Devenue par cette publication une figure importante de la nouvelle génération de la littérature hindi, elle continue à écrire d’autres romans..

## Œuvres
- Eka breka ke bāda : upanyāsa, New Delhi, Rajakamala Prakasana, 2008  (ISBN 978-81-267-1529-9)
- Koi baat nahin, New Delhi, Rajakamala Prakasana, 2004  (ISBN 978-81-267-0841-3)
- Doosari kahani, New Delhi, Rajakamala Prakasana, 2003  (ISBN 978-81-267-0677-8)
- Kali-katha via bypas, Adhara Prakasana, 2002  (ISBN 978-81-7675-069-1)
- Shesh Kadambari, New Delhi, Rajakamala Prakasana, 2002  (ISBN 978-81-267-0446-0)

traductions en français
- Kali-katha, traduction du hindi par Annie Montaut, Gallimard, 2002  (ISBN 2-07-076618-7)